# Anders Stubkjær
Anders Stubkjær (født 18. april 1824 i Stubkjær, død 25. april 1902 i Holstebro) var en dansk indremissionær og medlem af bestyrelsen for Kirkelig Forening for den Indre Mission i Danmark.
Anders Stubkjær blev født i Stubkjær by i Bording Sogn som søn af gårdmand Anders Andersen og hustru An Cathrine Olufsdatter. Anders voksede op med samlesang og bøn i sit hjem, og der tåltes hverken drikkeri eller kortspil.
Anders' ældre broder Niels blev vakt gennem læsning af forskellige gudelige skrifter, og i 1846 fandt Anders ”fred med sin Gud”
Anders Stubkjær var med i Treårskrigen og fortalte om udfaldet fra Fredericia:

Så kom da endelig den 6. juli. Den nat, som var udset til, at vi skulle rykke ud, var der en stilhed blandt soldaterne, som jeg i de tre krigsår ikke havde kendt mage til. Gaderne var belagt med halm for at dæmpe larmen. Den før omtalte major holdt en lille opmuntringstale til os om aftenen og sagde: ”Vær ved godt mod, kammerater, den barmhjertige og almægtige Gud vil nok give sejr i vore hænder!” Da han var færdig og red sin vej, måtte jeg gerne fortsætte. Mange af dem, der før havde spottet mig, ville nu gerne høre, hvad jeg havde at sige.

Efter krigen begyndte Stubkjær at holde møder i sit hjem og at tage ud og prædike i forsamlinger. Da Vilhelm Beck var på sin første jyllandsrejse i 1862, blev han gjort bekendt med Stubkjær, og i 1864 blev han antaget som missionær. På dette tidspunkt var Indre Mission stadig ret ubetydelig: Der var én anden missionær og nogle kolportører. Indre Mission var også helt domineret af præsterne i bestyrelsen; men med ansættelsen af Stubkjær kom Indre Mission i levende kontakt med vækkelsen i Jylland og fik dermed sin særlige karakter af et ligeværdigt samarbejde mellem præster og lægfolk.
Andres Stubkjær kom med i bestyrelsen for Indre Mission i 1869 og sad der til sin død i 1902. Han blev nok Indre Missions mest kendte missionær og var elsket udover hele landet for sin veltalenhed og sit store lune. Dette afspejledes også ved hans begravelse, der tiltrak mange mennesker fra hele landet.
Anders Stubkjær modtog i 1901 Dannebrogordenens Hæderstegn:

Afdøde blev i Fjord benaadet med Dannebrogsmændenes Hæderstegn, hvad der vistnok nærmest var en Anerkendelse for hans ægte Fædrelandssind og store Kærlighed til vore sønderjydske Landsmænd.

Anders Stubkjær er begravet på Holstebro Nordre Kirkegård.